# 氯乙酰胺
氯乙酰胺是一种有机化合物，化学式为ClCH2CONH2。它可由氯乙酸乙酯和氨或氯乙酰氯和乙酸铵反应制得。它可用作殺生物劑和防腐剂。